# 音译
音譯是以原來國家的當地语言读音为依据翻译的形式，一般根据原语言内容的发音在目标语言寻找发音相近的内容替代翻译。音譯通常用于姓名、企业、地名和国名等的翻译。音译词只可以连在一起使用，不可拆分，否则没有意义，如张伯伦（Chamberlain）是音译，并不代表该人物姓张；「麥克風」是microphone的直接音譯，和「麥子」或「風」沒有關係。
与之相对应，根据原语言内容語意来翻译的過程称为意译，有时，音译和意译可以兼顾，称音義對應翻譯；如英文「Laser」一词，中国大陆曾经译为“莱塞”，属纯音译，後改译为“激光”，属纯意译；台湾則譯為“镭射”，則是音譯加半意譯；又如饮料“Coca-Cola”的中文譯名可口可乐為音译与意译兼顾的典范。
音译可以分为“归化音译”和“异化音译”。异化音译，尽量使译文发音贴近原文。香港音译人名的时候，流行归化音译，就是把外国人名，按照粤语发音，尽量译得像中国人的名字。例如，何东家族始祖（Bosman），归化音译“何仕文”异化音译“博斯曼”英国首相（Keir Starmer）归化音译“施纪贤”异化音译“基尔·斯塔默”

## 常見示例
- 「Jack」等字的/k/音，普通話一般譯寫成「克」；粵語一般用「積」等入聲字，不視作獨立音節。
- 「Rose」的/s/音，普通話譯成「斯」、「絲」；粵語譯成「士」。
- 「Tom」的/m/，普通話譯成「姆」；粵語一般用/m/韻尾的咸深攝字，不視作獨立音節，如「Tim」譯成「添」，而普通話則譯成「蒂姆」或「提姆」。
- 「Bill」的/l/音與「beer」的/r/音，普通話譯成「爾」；粵語一般不譯/l/音，或譯成「路」，而/r/則譯成「雅」或「亞」。
- 「motor」马达
- 「massage」馬殺雞；按摩

## 相關
- 直音法
- 转写
- 意译
- 空耳
- 借字 (日语)
- 萬葉假名
- 白狼王歌